# Rámcová úmluva WHO o kontrole tabáku
Rámcová úmluva Světové zdravotnické organizace o kontrole tabáku (anglicky World Health Organization Framework Convention on Tobacco Control), zkráceně WHO FCTC, je smlouva přijatá na 56. Světovém zdravotnickém shromáždění, které se konalo v Ženevě ve Švýcarsku dne 21. května 2003. Stala se první úmluvou Světové zdravotnické organizace přijatou podle článku 19 ústavy WHO. Dohoda vstoupila v platnost dne 27. února 2005. Podepsalo ji 168 zemí a je právně závazná ve 182 ratifikujících zemích. V současné době existuje 14 členských států OSN, které nejsou signatáři úmluvy (osm z nich ji nepodepsalo a šest z nich podepsalo, ale neratifikovalo).
FCTC, která patří mezi nejrychleji ratifikované smlouvy v historii OSN, je nadnárodní dohodou, která se snaží „chránit současné a budoucí generace před ničivými zdravotními, sociálními, environmentálními a ekonomickými důsledky konzumace tabáku a vystavení tabákovému kouři “. Toho se má docílit tím, že v úmluvě byl ustanoven soubor univerzálních norem stanovujících omezení užívání tabáku ve všech formách po celém světě. Za tímto účelem ustanovení smlouvy zahrnují pravidla, která upravují výrobu, prodej, distribuci, reklamu a zdanění tabáku. Normy FCTC jsou však minimálními požadavky a signatáři vyzvali k větší přísnosti v zavádění opatření.
FCTC představuje zlomový dokument v oblasti veřejného zdraví: nejenže byla tato smlouva první, která byla přijata podle článku 19 WHO, ale také představuje jednu z prvních mnohostranných závazných dohod týkajících se chronické nepřenosné nemoci.
Úspěch FCTC podnítil zájem o další globální dohody v oblasti zdraví, ačkoli přezkum 90 kvantitativních hodnocení dopadu dohody vyvolává otázky o jejich efektivitě v reálném světě. Byla tak zatím jen navržena čtyři kritéria, kterými se řídí vývoj navazujících globálních dohod o zdraví.